# Marvin Heemeyer
Marvin Heemeyer (Castlewood, 28 ottobre 1951 – Granby, 4 giugno 2004) è stato un operaio statunitense.

## Biografia
Operaio saldatore, tecnico e commerciante di ricambi per auto, è divenuto noto ai fatti di cronaca per aver devastato la cittadina in cui viveva in seguito ad una contesa che aveva per oggetto la sua stessa attività commerciale. All'apice della disputa, dovuta a ragioni di carattere burocratico, in particolare per aver infranto delle ordinanze amministrative e per questioni riguardanti la proprietà dove lo stesso Heemeyer svolgeva la propria attività commerciale, preso dalla furia e dalla rabbia, decise di costruirsi da solo un carro armato artigianale con un apripista Komatsu D355A e di distruggere il municipio, l'ex-casa del sindaco ed altri edifici amministrativi di Granby, cittadina nella quale si era accesa la controversia.
Heemeyer devastò anche altri edifici, infrastrutture e componenti dell'arredo urbano della piccola cittadina del Colorado. La ragioni che scatenarono l'evento furono la concessione dell'autorizzazione, dal Municipio di Granby, alla costruzione di una fabbrica di cemento armato che sarebbe dovuta sorgere dietro al negozio di autoricambi di Heemeyer. L'uomo si era duramente opposto alla realizzazione della fabbrica, accusandola di aver portato la sua attività al fallimento. L'evento si concluse tragicamente con il suo suicidio all'interno del suo carro armato amatoriale, dopo che questo era rimasto incastrato nel sotterraneo di un negozio che stava cercando di distruggere, mentre la polizia, armata di fucili e impotente di fronte alla situazione, era intervenuta nel vano tentativo di fermarlo. L'evento non causò altre vittime.